# فيلقية سنسيناتية
فيلقية سنسيناتية (الاسم العلمي: Legionella cincinnatiensis) هي نوع من البكتيريا يتبع جنس الفيلقية من الفصيلة الفيالقية. تم عزل هذا البكتيريا لأول مرة في مدينة سنسيناتي في الولايات المتحدة الأمريكية خلال تشريح رئة لمريض مصاب بالديال الدموي